# Kollár Márton
Kollár Márton (szlovákul: Martin Kollár; Csári, 1853. október 13. – 1919.) szlovák-magyar politikus, római katolikus pap, újságíró. Az 1900-as években több alkalommal is az Országgyűlés tagja. A tót nemzetiségi mozgalom tagjaként Nagyszombat kerületet képviselte a Képviselőházban.

## Élete
"Meggyőződésünk szerint csak egy út vezet Magyarország politikai consolidaciójához: oly állampolitika, mely Magyarország területi és állami integritásának követelményeit és népeinek nemzeti létfeltételeit egymással összhangba tudja hozni." /Felirati javaslat 1906-ból, az aláírók között szerepel Kollár Márton neve is./ 
A Nyitra vármegyei Csárin született. Tanulmányai során megfordult Pozsonyban, Vácon és Egerben is. 1879-ben szentelték pappá. Szuhán és Korompán káplánként tevékenykedett, később Bikszád, majd Nádas település plébánosa lett. 1880-tól a Catholicke Noviny című lapot szerkesztette. Igazgatója volt az Adalbert Irodalmi Egyletnek (más forrásokban Szent Adalbert Egyesület)

### Politikai pályafutása
1901-ben és 1906-ban is Nagyszombat képviselőjének választották. Az 1905-ös választáson alulmaradt Vermes Zoltánnal szemben, 1910-ben pedig önként lépett vissza a jelöltségtől.

Parlamenti pályafutása során következetesen képviselte a tót kisebbségi nézőpontot, és több alkalommal is hangot adott a szlovák nyelvhasználati követeléseknek.
"A tót népnek van intelligencziája. Ki merné másrészt állítani, hogy a germanizáczió idejében, mely ellen annyira fellázadt minden igaz magyar sziv, a magyar igazi intelligenczia német lett volna? Ki merné állítani, hogy a német és germanizált hivatalnokok alkották a magyar nép igazi intelligecziáját […] Így van ez velünk is. Nem azok alkotják a mi intelligencziánkat, a kik nem akarom mondani, mi módon, levetették tót nemzetiségüket, a kik hűtlenekké lettek atyáikhoz és anyáikhoz…" /Országgyűlési felszólalás 1902-ből./
"Azon kormányok, amelyek egy az államban élő kisebbség nyelvét elnyomni igyekeznek, azon nézetből indulnak ki, hogy az állam erősebb lenne, ha az összes polgárok egy nyelven beszélnének. Ha fel is tennők, hogy ez helyes, még nagyon kérdéses, vajjon ez a mód igazságos-e és vajjon eredményhez vezet-e. A. nyelvek különbözősége nem az emberi önkénynek a találmánya, ép ugy, mint nem a bőr szine az, amely szerint a különböző népfajok felismerhetők. Az, hogy az emberek egy része lengyelül, másik része finnül beszél, egy providencziális, gondviselésszerű rendelés, avagy ha ugy akarjuk, eredménye az ősidők ködébe visszanyúló történelmi fejlődésnek. Maga senki sem választotta anyanyelvét, de azért az mindenkinek a hit után legdrágább kincse a földön." /Országgyűlési felszólalás 1907-ből./
Politikai ellenfelei több alkalommal pánszlávizmussal vádolták meg, amelyet ő több szempontból is tagadott:
1. Egy Oroszország vezette pánszlávizmus összeegyeztethetetlen lenne a katolicizmussal. "Kikérem magamnak! Katholikus pap vagyok, nekem nem kell Oroszország. Katholikus pap nem lehet pánszláv, különben árulója volna hazájának, nemzetének." /Országgyűlési felszólalás 1902-ből/[10]
2. A szlovák nyelv elveszne egy szláv egység létrejöttével, ezért a tót nemzet jövőjét Magyarországon belül képzelte el. "Mi itt ezer esztendő óta békében laktunk a magyarokkal; fentartottuk anyanyelvünket mint honpolgárai ennek az országnak. Mi továbbra is mint szabadon fejlődő nép itt akarunk lenni. Mi a mi anyanyelvünket is csak itt kívánjuk biztosítva látni. A Morvaországban lakó tótok egészen elcsehesedtek. Mi tudjuk, hogy akármilyen szláv nemzet fenhatósága alá kerülnénk, ott elnyelnék nyelvünket. Már csak azért is visszautasítunk minden oly ráfogást, hogy mi kifelé gravitálunk. Mi itt akarunk élni, halni és fejlődni." /Országgyűlési felszólalás 1907-ből./[11]

## Emléke

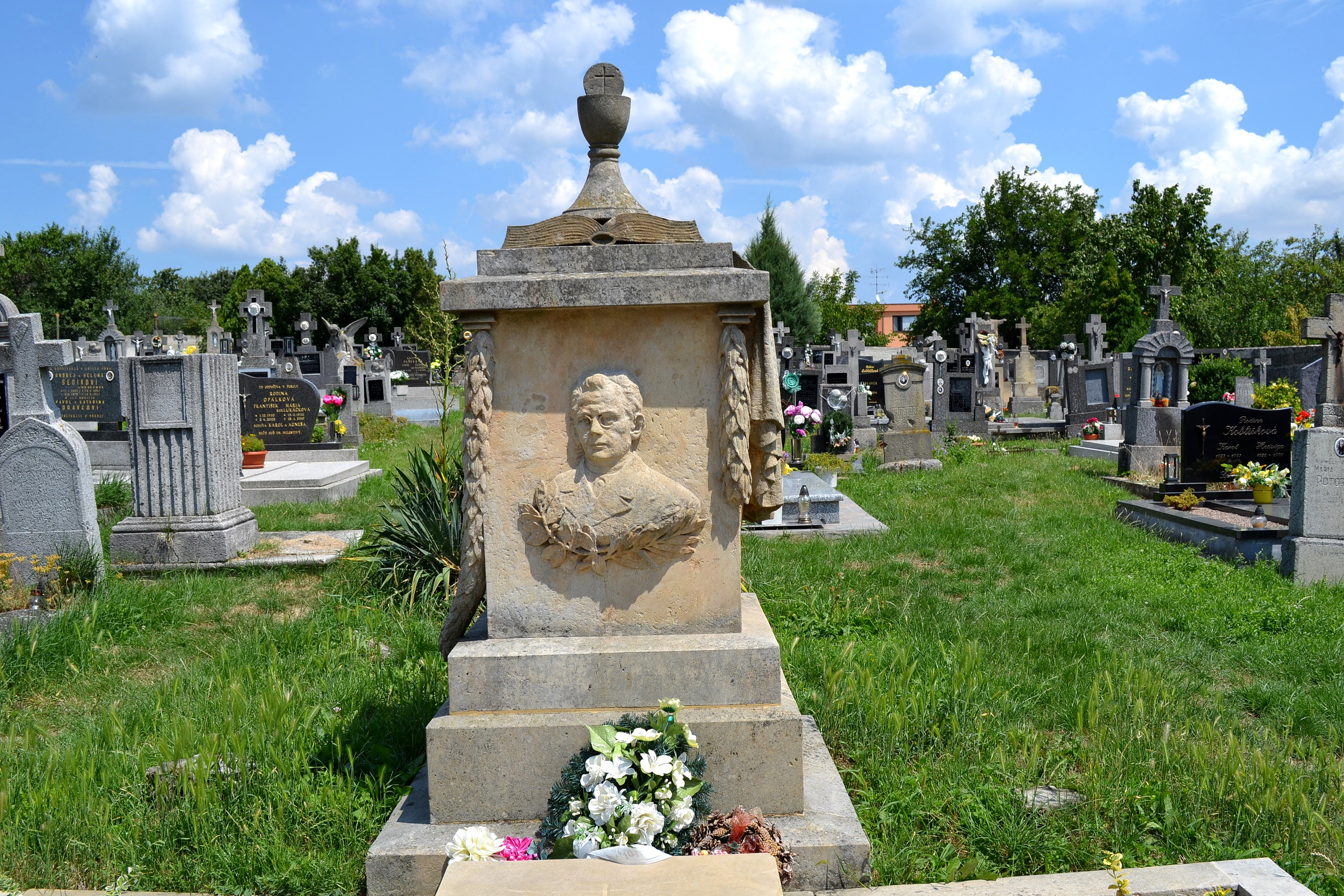
Sírja a pozsonynádasi temetőben

- Emléktábla a ház falán ahol élt, Pozsonynádason